# Моямба (окръг)
Моямба (на английски: Moyamba) е един от 12-те окръга на Сиера Леоне. Разположен е в южната провинция на страната и има излаз на Атлантическия океан. Столицата на окръга е град Моямба, площта е  4183 км², а населението е 318 588 души (по преброяване от декември 2015 г.).
Населението е съставено предимно от етническите групи менде, шербро и лимба. Главните икономически активности са минно дело, риболов и отглеждане на ориз и маслодайна палма.